# Potočanje
Potočanje (en serbe cyrillique : Поточање) est un village de Serbie situé sur le territoire de la Ville d'Užice, district de Zlatibor. Au recensement de 2011, il comptait 510 habitants.

## Démographie

### Évolution historique de la population
| 1948 | 1953 | 1961 | 1971 | 1981 | 1991 | 2002 | 2011 |
| ---- | ---- | ---- | ---- | ---- | ---- | ---- | ---- |
| 573  | 602  | 620  | 561  | 592  | 564  | 518  | 510  |

|  |